# Park Ueno
Park Ueno (jap. 上野公園 Ueno Kōen) – rozległy, japoński park publiczny położony w dzielnicy Taitō w Tokio.
Zajmuje teren dawnej świątyni Kan’ei-ji, związanej z siogunami Tokugawa, którzy zbudowali ją, by chronić zamek Edo od północnego wschodu. Świątynia została zniszczona podczas wojny boshin (1868–1869).

## Historia
Park Ueno powstał dzięki dotacji cesarskiej, przekazanej miastu Tokio przez cesarza Taishō w 1924 roku. Oficjalną nazwą parku jest Ueno Onshi Kōen (jap. 上野恩賜公園), co można przetłumaczyć jako „Cesarski Dar – Park Ueno”.

## Obiekty w Parku
W parku znajdują się:
- Muzeum Narodowe w Tokio (Tokyo National Museum, Tōkyō Kokuritsu Hakubutsukan),  National Museum of Nature and Science (Kokuritsu Kagaku Hakubutsukan),  National Museum of Western Art (Kokuritsu Seiyō Bijutsukan), Tokyo Metropolitan Art Museum (Tōkyō-to Bijutsukan), Tokyo University of the Arts (Tōkyō Geijutsu Daigaku), Ueno Royal Museum (Ueno-no-Mori Bijutsukan),  Shitamachi Museum (Shitamachi Fūzoku Shiryōkan);
- centrum kultury Tōkyō Bunka Kaikan (dwie sale: duża 2303 miejsc, mała 649);
- chramy shintō: Ueno Tōshō-gū, Hanazono Inari-jinja, Gojōten-jinja;
- staw Shinobazu (Shinobazu no Ike);
- świątynia Benten-dō poświęcona Benzaiten na wyspie Benten (Benten-jima), na stawie;
- ogród zoologiczny Ueno;
- pomnik Takamoriego Saigō z psem.

Dzięki tym obiektom park jest atrakcją turystyczną i miejscem rekreacji, zarówno dla mieszkańców Japonii, jak i obcokrajowców. W parku rośnie ok. 2200 drzew wiśni.
Park Ueno i jego otoczenie zajmują ważne miejsce w japońskiej literaturze, park pojawia się np. w powieści Gan (Dzika gęś, 1913–1915) autorstwa Ōgai Mori (1862–1922).

## Galeria

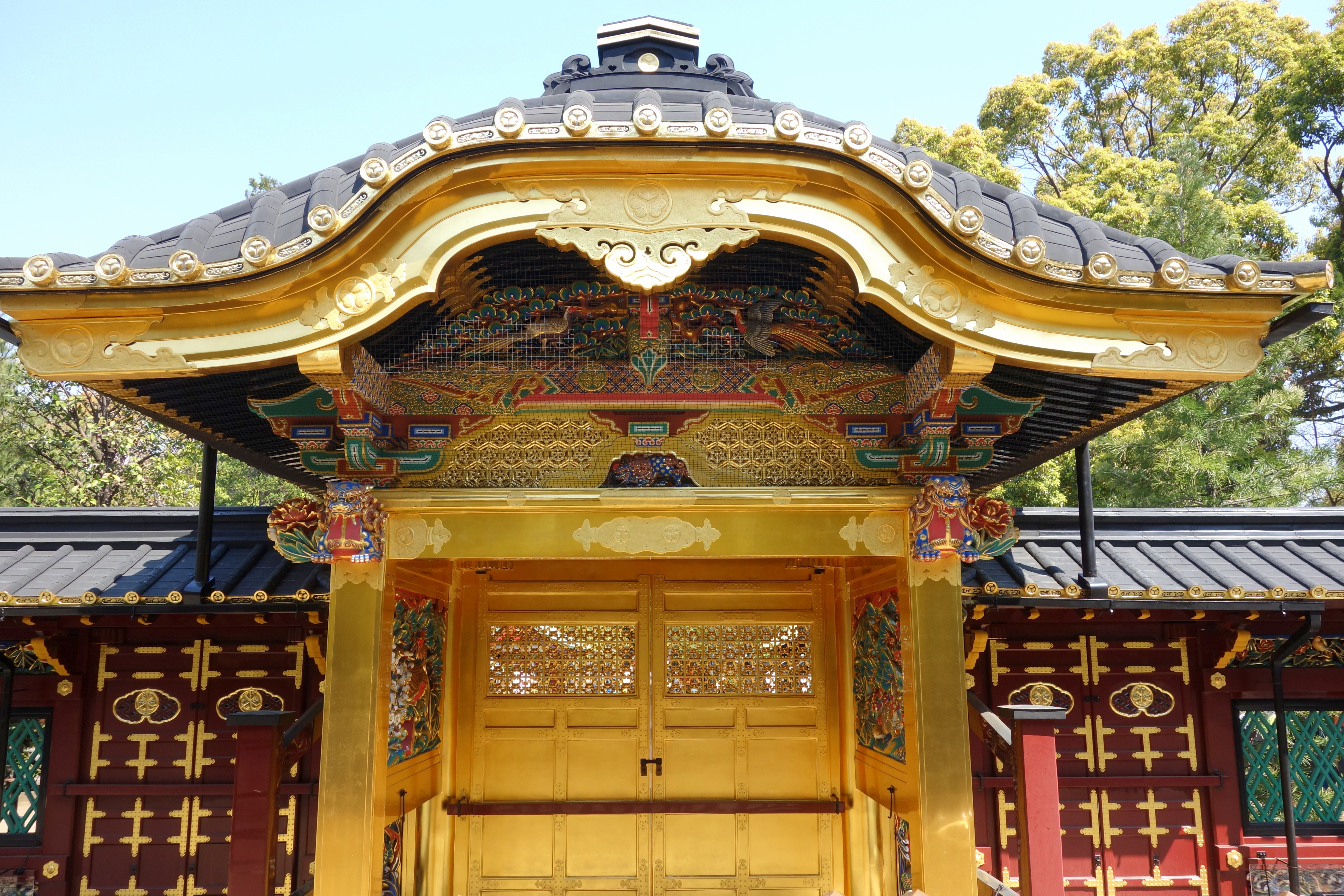
Ueno Tōshō-gū
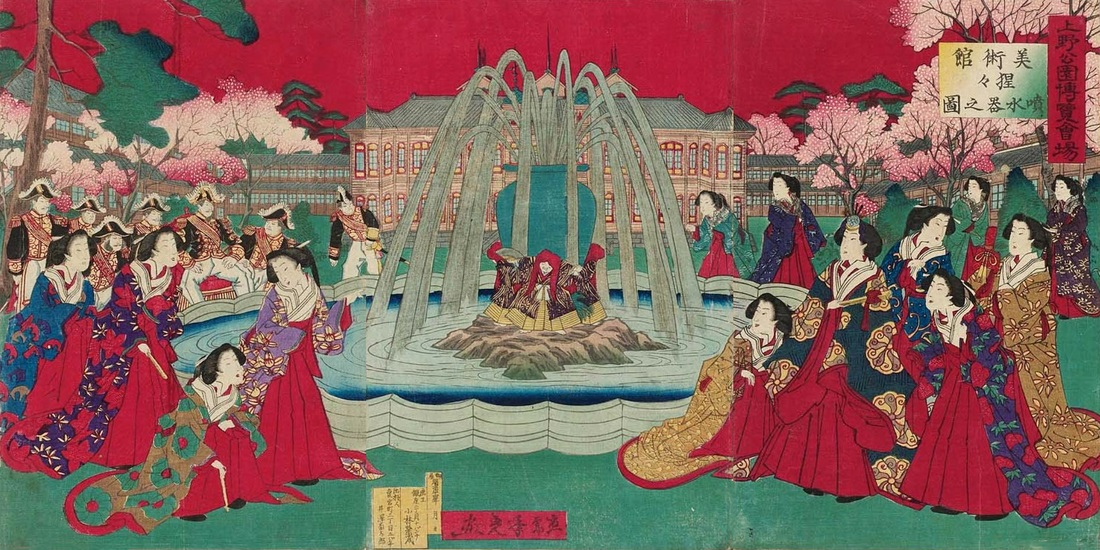
Toshisan, Pierwsza Krajowa Wystawa Przemysłowa w Ueno, 1881
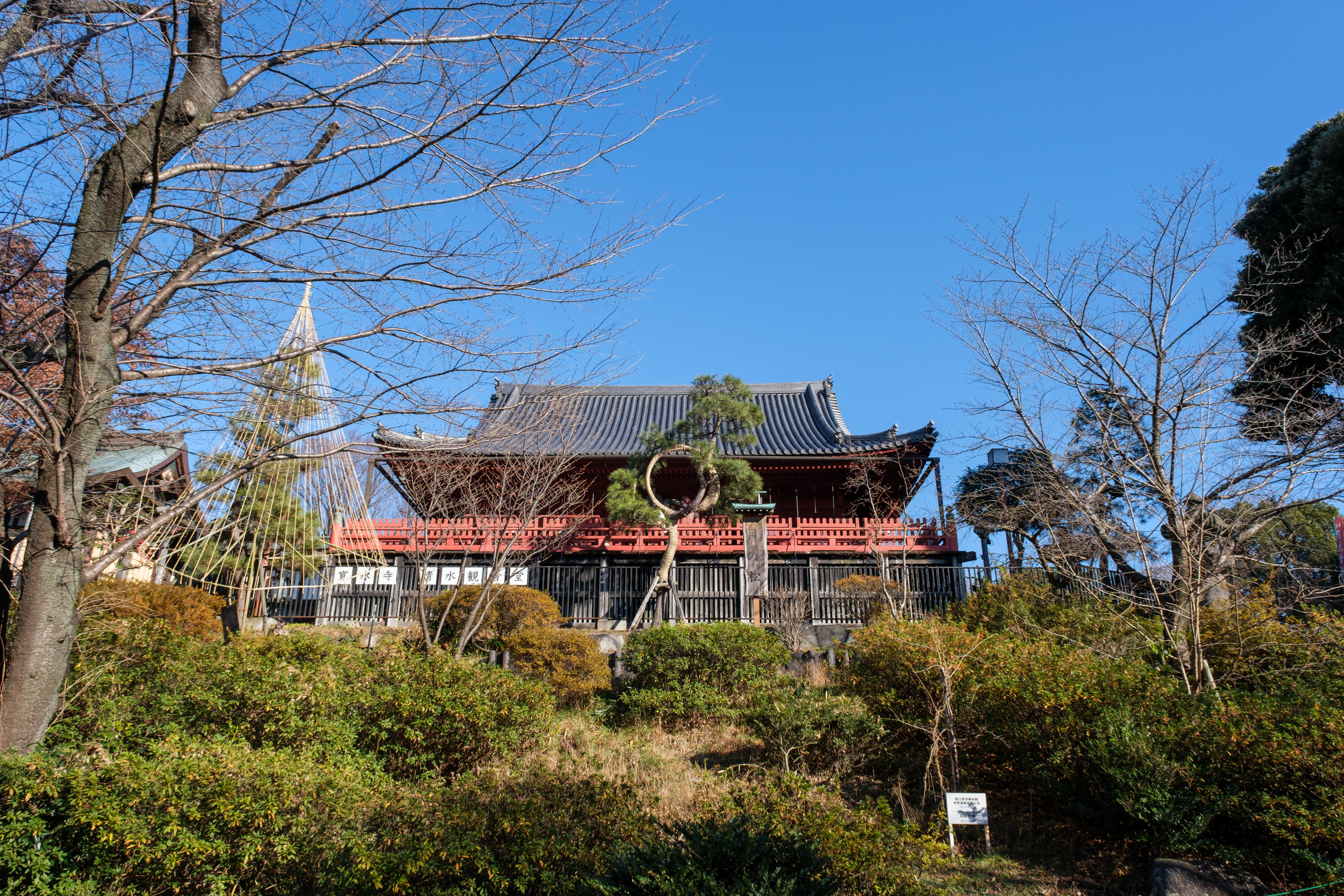
Kiyomizu Kannon-dō
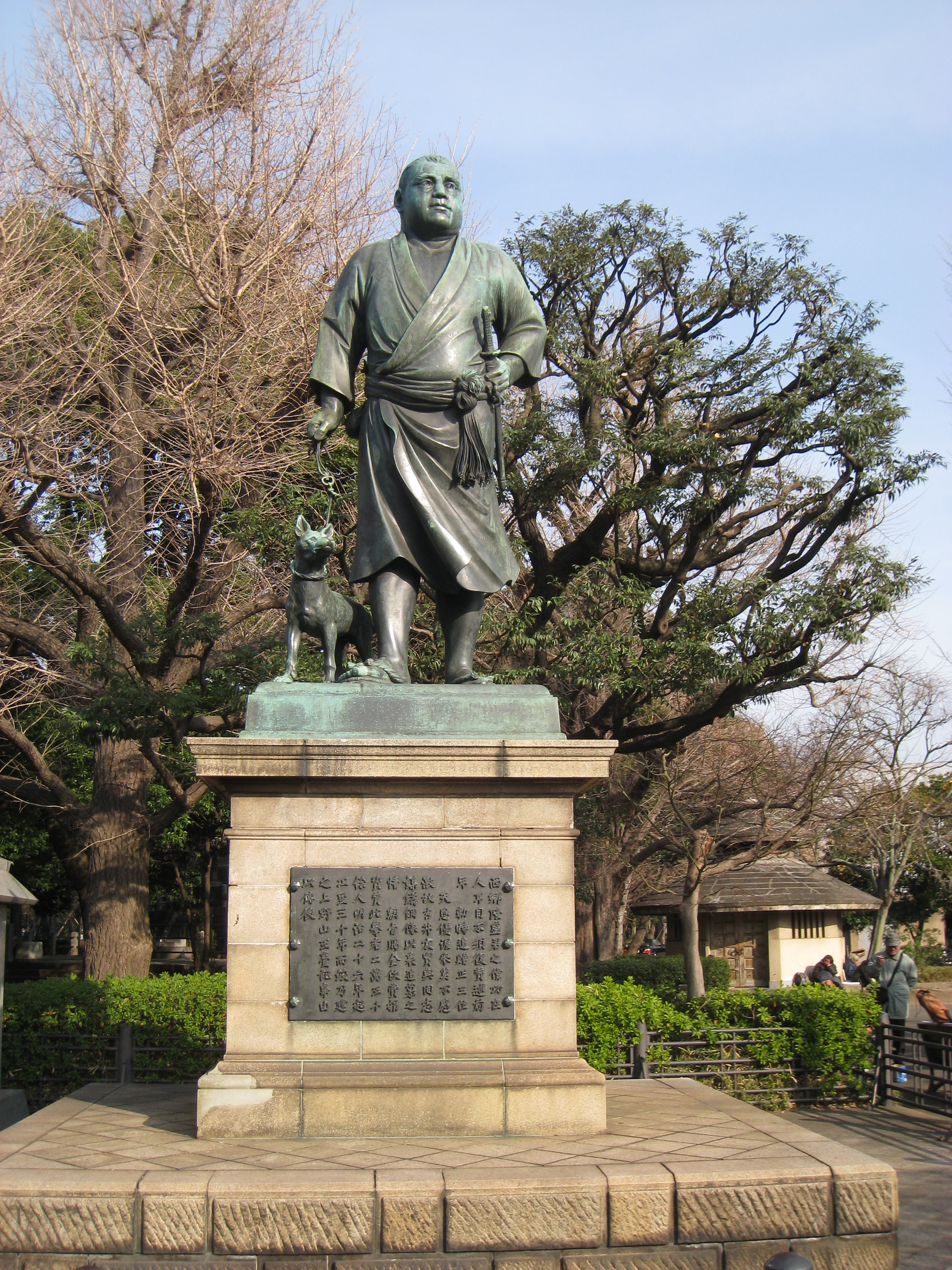
Pomnik Takamoriego Saigō
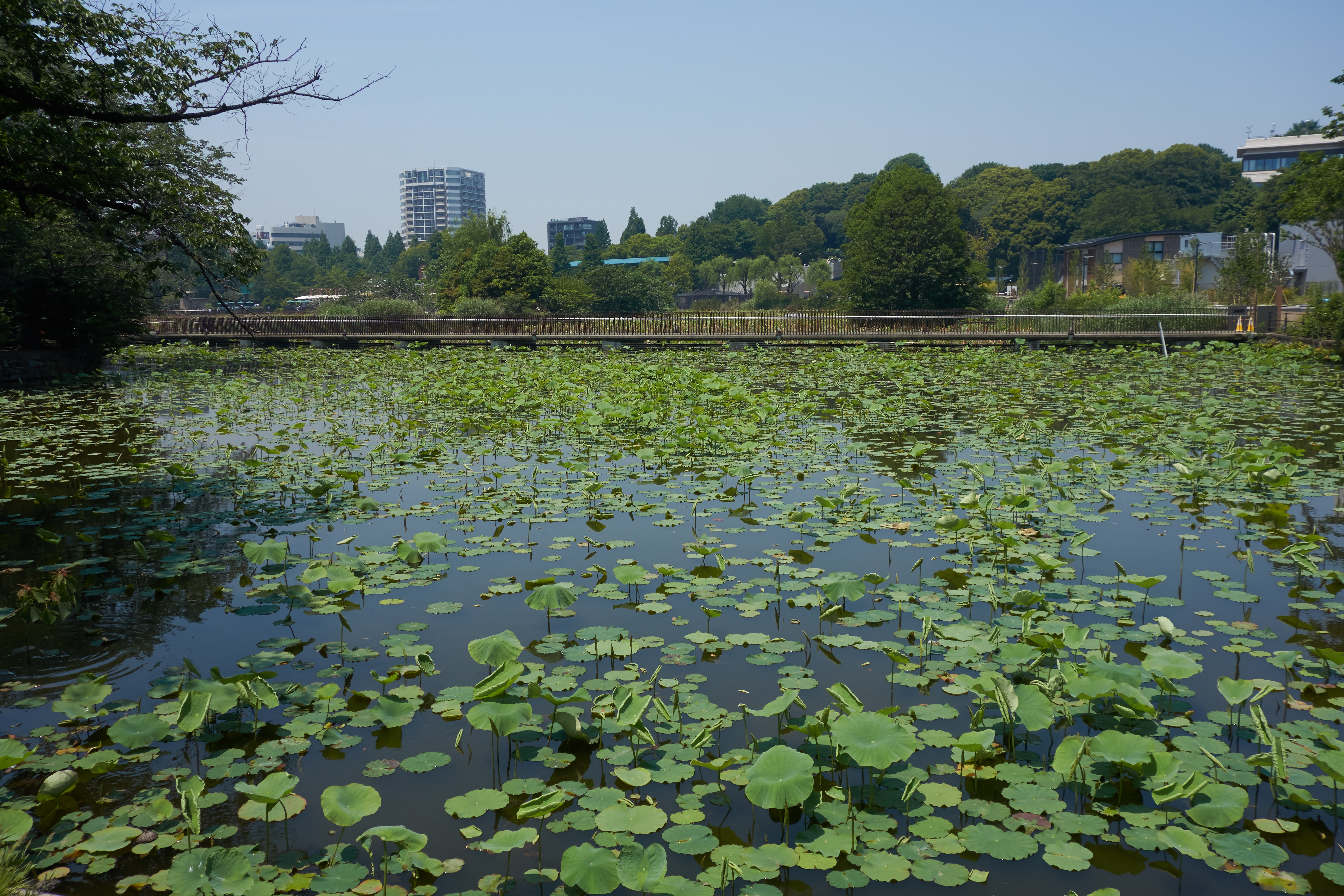
Staw Shinobazu